# Liste der denkmalgeschützten Objekte in Weibern (Oberösterreich)
Die Liste der denkmalgeschützten Objekte in Weibern enthält die zwei denkmalgeschützten, unbeweglichen Objekte der Gemeinde Weibern in Oberösterreich (Bezirk Grieskirchen).

## Denkmäler
| Foto |                 | Denkmal                                                                          | Standort                            | Beschreibung | Metadaten |
| ---- | --------------- | -------------------------------------------------------------------------------- | ----------------------------------- | --- | --- |
| ja   | Datei hochladen | Pfarrhof HERIS-ID: 66110 Objekt-ID: 78983                                        | Kirchengasse 1 Standort KG: Weibern | | BDA-Hist.: Q38112503 Status: Bescheid Stand der BDA-Liste: 2025-06-30 Name: Pfarrhof GstNr.: 1660/3                                                                            |
| ja   | Datei hochladen | Kath. Pfarrkirche hl. Stefan und Friedhofsmauer HERIS-ID: 46616 Objekt-ID: 48738 | Kirchengasse 1 Standort KG: Weibern | An das weiträumige einschiffige fünfjochige Langhaus mit einem Rippengewölbe aus Achtecksternen schließt ein zweijochiger Chor mit einem Dreiachtelschluss, welcher innen in Renaissance-Formen umgebaut und mit einem Stichkappengewölbe versehen wurde. Die Gewölbemalereien wurden stark erneuert. Die dreiachsige Westempore ist sternrippenunterwölbt. Der Turm im südlichen Chorwinkel ist im Unterbau gotisch, das Obergeschoß und der Doppelzwiebelhelm ist barock. Das West- und Südportal sind spätgotisch, das Südportal hat eine netzrippengewölbte Vorhalle. | BDA-Hist.: Q25930438 Status: Bescheid Stand der BDA-Liste: 2025-06-30 Name: Kath. Pfarrkirche hl. Stefan und Friedhofsmauer GstNr.: 2122, 1661 Pfarrkirche hl. Stefan, Weibern |